# Gradishtë
Gradishtë è una frazione del comune di Divjakë in Albania (prefettura di Fier).
Fino alla riforma amministrativa del 2015 era comune autonomo, dopo la riforma è stato accorpato, insieme agli ex-comuni di Grabian, Rremas e Tërbuf a costituire la municipalità di Divjakë.

## Località
Il comune era formato dall'insieme delle seguenti località:
- Kemishtaj
- Merishte
- Goricaj
- Sopes
- Fier Seman
- Gradishte
- Gungas
- Spolet
- Babunj